# Pies ratowniczy lawinowy
Psy ratownicze lawinowe – psy ratownicze specjalnie szkolone do poszukiwań ludzi zasypanych przez lawiny. Psami lawinowymi są głównie:
- bernardyny krótkowłose,
- bernardyny długowłose,
- owczarki niemieckie,
- goldeny retrievery,
- owczarki szkockie krótkowłose,
- bordery collie,
- berneńskie psy pasterskie,
- owczarki belgijskie.